# Nadburmistrzowie Augsburga
Lista nadburmistrzów Augsburga od 1806 roku:
| Imię i nazwisko (przynależność partyjna) | Data sprawowania urzędu |
| ---------------------------------------- | ----------------------- |
| Albrecht von Stetten                     | 1806                    |
| Johann Baptist Peter von Carl            | 1806                    |
| Johann Jakob Besserer von Thalfingen     | 1807–1813               |
| Johann Christoph von Zabuesnig           | 1813–1818               |
| Johann Nepomuk von Caspar                | 1818–1821               |
| Anton Barth                              | 1822–1834               |
| Richard Anton Nikolaus Carron du Val     | 1834–1846               |
| Georg von Forndran                       | 1847–1866               |
| Ludwig von Fischer                       | 1866–1900               |
| Georg von Wolfram                        | 1900–1919               |
| Kaspar Deutschenbaur (BVP)               | 1919–1929               |
| Otto Bohl (BVP)                          | 1930–1933               |
| Edmund Stoeckle (NSDAP)                  | 1933–1934               |
| Josef Mayr (NSDAP)                       | 1934–1945               |
| Wilhelm Ott                              | 1945                    |
| Ludwig Dreifuß                           | 1945–1946               |
| Otto Weinkamm (CSU)                      | 1946                    |
| Heinz Hohner (CSU)                       | 1946–1947               |
| Nikolaus Müller (CSU)                    | 1947–1964               |
| Wolfgang Pepper (SPD)                    | 1964–1972               |
| Hans Breuer (SPD)                        | 1972–1990               |
| Peter Menacher (CSU)                     | 1990–2002               |
| Paul Wengert (SPD)                       | 2002 – 2008             |
| Kurt Gribl (CSU)                         | 2008–2020               |
| Eva Weber (CSU)                          | od 2020                 |